# Divaldo Suruagy
Divaldo Suruagy GOMM (São Luís do Quitunde, 5 de março de 1937 — Maceió, 21 de março de 2015) foi um professor, economista, escritor, historiador e político brasileiro. Por Alagoas, foi governador durante três mandatos, senador, deputado federal em duas ocasiões e deputado estadual, além de prefeito da capital Maceió. Seu último partido político foi o PR, do qual foi filiado de 2006 até sua morte. 

## Biografia política
Filho de Pedro Marinho Suruagy e Luiza de Oliveira Suruagy. Funcionário público municipal junto à prefeitura de Maceió, trabalhou como servente, auxiliar de escritório e escriturário até se formar em economia pela Universidade Federal de Alagoas em 1959, e a seguir chefiar a Divisão de Impostos Prediais e Territoriais bem como ser professor e, logo em seguida, chefiar a Fundação Educacional e, por fim, chegou ao posto de Secretário-geral do município de Maceió em 1962.
Presidente da Central de Abastecimento S/A (CEASA) e da Companhia de Silos e Armazéns de Alagoas, tornou-se afilhado político do governador Luiz Cavalcanti que o nomeou secretário de Fazenda, cargo ao qual abdicou para disputar e ser eleito prefeito de Maceió pelo PSD em 1965, naquele que seria o último pleito direto durante vinte anos.

### Primeiro mandato de governador
Cumprido o seu mandato, ingressou na Aliança Renovadora Nacional (ARENA) e foi eleito deputado estadual em 1970, destacando-se tanto como líder da bancada quanto como líder do governo Afrânio Lages. Tamanho afinco garantiu sua escolha como cargo indicado de governador do estado, "cargo biônico", pelo presidente Ernesto Geisel em 1974, e sua gestão como chefe do executivo assegurou sua eleição para deputado federal em 1978.

### Segundo mandato de governador
Membro do Partido Democrático Social (PDS) a partir de 1980, foi eleito governador em 1982 nas primeiras eleições diretas para governadores do país no período da ditadura militar. Durante o curso de seu novo mandato, criou na capital alagoana, um conjunto habitacional que mais tarde se tornaria o bairro Benedito Bentes, apoiou a candidatura de Tancredo Neves à presidência da República, e a seguir ingressou no PFL em 1986, ano em que foi eleito senador.

### Terceiro mandato de governador
Em 1994 foi eleito para o seu terceiro mandato de governador, quando já estava filiado ao Partido do Movimento Democrático Brasileiro (PMDB). Em 1995, foi admitido pelo presidente Fernando Henrique Cardoso à Ordem do Mérito Militar no grau de Grande-Oficial especial.
Entretanto, uma situação de grave crise político-financeira forçou sua renúncia ao cargo em 17 de julho de 1997, quando o seu vice-governador Manuel Gomes de Barros ("o Mano"), assumiu o poder estadual.

#### Queda de Suruagy
Em 17 de julho de 1997, milhares de servidores públicos protestaram contra a desvalorização dos trabalhadores ao então governador Divaldo Suruagy. Eles reivindicavam melhoria nas condições de trabalho nas repartições públicas e pela falta do salário atrasado. Desesperados, muitos servidores cometeram suicídio depois de nove meses sem receber salário, militares e civis se uniram em um combate armado nas proximidades da Assembleia Legislativa de Alagoas, que estava protegida pelas tropas do Exército. Houve quebra-quebra nas ruas e, finalmente, aconteceu a queda do governador Suruagy; o fato ficou conhecido como "a queda de Suruagy".
Eleito suplente de deputado federal em 1998, logrou efetivação no mandato após as eleições municipais do ano 2000.

## Doença e morte
Suruagy faleceu aos 78 anos no Hospital Arthur Ramos, no bairro da Gruta de Lourdes, na capital alagoana. Ele lutava há nove meses contra um câncer de estômago. 

## Homenagens recebidas
- Comenda Grã-Cruz da Ordem do Rio Branco (1978).
- Medalha do Mérito jornalista Assis Chateaubriand (1968).
- Medalha do Mérito Maçônico Dom Pedro I (1969).
- Medalha do Mérito Luís da Câmara Cascudo (1977).
- Cidadão Honorário do Estado do Ceará.
- Medalha do Mérito Floriano Peixoto (1978).
- Comendador da ordem do Mérito Naval (1979).
- Comenda da Ordem dos Palmares do Estado de Alagoas (1984).
- Ordem estadual do Mérito Renascença do Piauí (1985).
- Ordem do Mérito Aperipê, no grau de Grã-Cruz, do Governo de Estado (1986).
- Medalha do Mérito do Estado do Rio Grande do Norte (1986).
- Grande Oficial da Ordem do Congresso Nacional (1986).
- Medalha do Mérito das Forças Armadas (1986).
- Medalha do Mérito Cultural Jorge de Lima - Alagoas (1986).
- Comenda do Ipiranga, no Grau de Grã-Cruz, do Governo de São Paulo (1986).

## Escritor acadêmico
Há diversos livros escritos por Suruagy. Os temas são os mais diversos em seus livros, desde política e geografia de Alagoas até ficção. Era membro da Academia Alagoana de Letras e do Instituto Histórico e Geográfico de Alagoas.

### Trabalhos publicados
- Sua Excelência, o Governador. Rio de Janeiro, 1968. (Romance)
- Político. IGASA, Maceió, 1973. (Ensaio).
- Poderes do Estado. (Ensaio).
- A passeata. (contos)
- Figuras de Alagoas. (Crônicas)
- Critérios de vida. (Crônicas)
- Adoro você. (Crônicas)
- Realização política. (artigos e discursos).
- constituinte. (Crônicas e discursos).
- Liderança de Bancada. Maceió, IGASA, 1973. (discursos).
- Presidência da Assembléia. Maceió, IGASA, 1974. (discursos).
- Universidade Brasileira.(discursos).
- Reflexão sobre o nordeste. (discursos).
- Análise de um governo(discurso)
- A grande farsa (discursos).
- estadista (discursos).
- Municipalismo (discursos).
- Centenário da República (discursos).
- Oposição (discursos)
- Política e Administração, SERGASA, Maceió, 1976.
- Julgamento, Rio de Janeiro, Artenova, 1976.
- Política Maior, SERGASA, Maceió, 1977.
- Vivência Administrativa, Maceió, SERGASA, 1978.
- Educação E Sucesso, Maceió, SERGASA, 1978.
- Governando Alagoas, Maceió, SERGASA, 1978.

## Estudos, cargos, mandatos

### Histórico acadêmico
- Economia: Faculdade de Ciências Econômicas da Universidade Federal de Alagoas
- Filosofia da História e História: Universidade Federal de Alagoas

### Cargos públicos
- Diretor-geral e secretário-geral de administração da prefeitura de Maceió
- Superintendente da Fundação Educacional de Maceió
- Secretário da Fazenda e da Produção do Estado de Alagoas
- Presidente da Central de Abastecimento S/A (CEASA de Alagoas)
- Presidente da Assembleia Legislativa de Alagoas

### Mandatos
- Prefeito de Maceió - 1965 a 1970 (PSD)
- Deputado Estadual - 1971 a 1973 (ARENA)
- Governador de Alagoas - 1975 a 1978 (ARENA)
- Deputado Federal - 1979 a 1983 (ARENA)
- Governador de Alagoas - 1983 a 1986 (PDS)
- Senador - 1987 a 1994 (PFL)
- Governador de Alagoas - 1995 a 1997 (PMDB)
- Deputado Federal  - 2001 a 2003 (PMDB)

### Mandatos esportivos
- Presidente do Clube de Regatas Brasil - 1968 a 1969

### Atividades profissionais e cargos públicos
- Servente da Prefeitura de Maceió, AL
- Auxiliar de escritório da Prefeitura de Maceió, AL
- Escriturário da Prefeitura de Maceió, AL, 1959
- Chefe de divisão dos impostos predial e territorial, Maceió, AL
- Superintendente da Fundação Educacional, Maceió, AL
- Presidente da Central de Abastecimento S.A., AL
- Secretário da Fazenda e da Produção do Estado de Alagoas, 1963
- Secretário da Produção do Estado de Alagoas, 1963-1965
- Diretor-geral e secretário-geral da Prefeitura de Maceió, AL, 1962
- Presidente da Companhia de Silos e Armazéns de Alagoas (Caseal) e da Central de Abastecimento Sociedade Anônima (CASA), 1964
- Estagiário da Escola Superior de Guerra, 1976
- Articulista do Jornal de Alagoas, Diário de Pernambuco e Tribuna de Aracaju, 1977.